# Teigtasche
Teigtasche ist ein Überbegriff für Gerichte, die mit verschiedenen Füllungen in vielen Ländern der Erde verbreitet sind.
Der Teig aus Mehl oder Hartweizengrieß, Wasser, Salz und manchmal auch Eiern wird flach ausgerollt und portioniert. Etwas Teig wird mit der gewünschten Füllung belegt, mehr oder weniger kunstvoll geschlossen und danach gekocht, gedünstet, gebraten oder frittiert. Aufgrund der einfachen Zubereitungsweise und der Breite der möglichen Variationen sind Teigtaschen schon seit Jahrhunderten auf der ganzen Welt verbreitet. Ob die europäischen unabhängig von den asiatischen Versionen entstanden sind, ist noch nicht geklärt.

## Beispiele
| Bild | Name                                           | Füllung | Region                                                                                      |
| ---- | ---------------------------------------------- | --- | ------------------------------------------------------------------------------------------- |
|      | Bansch                                         | Fleisch | Mongolei                                                                                    |
|      | Baozi (Oberbegriff)                            | Fleisch, Gemüse | China                                                                                       |
|      | Boraki                                         | Hackmasse aus Rindfleisch | Armenien                                                                                    |
|      | Buuds                                          | Fleisch | Mongolei                                                                                    |
|      | Chinkali                                       | Hackfleischmischung | Georgien                                                                                    |
|      | Chuuschuur                                     | Fleisch | Mongolei                                                                                    |
|      | Chūkaman                                       | verschieden, z. B. Schweinefleisch, Süßbohnen oder Curry                                                                           | Japan                                                                                       |
|      | Empanada, pl. Empanadas                        | Fleisch, Fisch oder Gemüse | Spanien, Mittel-, Südamerika und Philippinen                                                |
|      | Etschpotschmak                                 | Kartoffeln, Hammelfleisch, Zwiebeln                                                                                                | Tatarstan, Baschkortostan                                                                   |
|      | Fishcakes                                      | Fisch | Gambia                                                                                      |
|      | Frühlingsrolle                                 | Fleisch, Gemüse – kann regional stark variieren, meist Mungbohnenkeime, Weißkohl, Möhren, Zwiebeln, Pilze, Glasnudeln, Hackfleisch | China, Taiwan, Thailand, Korea, Vietnam, Singapur, Malaysia, Indonesien, Japan, Philippinen |
|      | Gyōza                                          | Fleisch, Gemüse | Japan                                                                                       |
|      | Jiaozi                                         | Fleisch, Gemüse | China                                                                                       |
|      | Kärntner Nudel                                 | Topfen (Quark), Kartoffel und Minze; Pilze und Kartoffel; Birnen und Topfen (Quark)                                                | Kärnten                                                                                     |
|      | Kreplach                                       | Hackfleisch | Jüdische Küche                                                                              |
|      | Mandu                                          | Hackfleisch | Korea                                                                                       |
|      | Mantı                                          | Hackfleisch, Linsen | Russland, Türkei, Zentralasien                                                              |
|      | Maultasche                                     | Brät, Spinat, Zwiebeln | Schwaben (Deutschland)                                                                      |
|      | Modak                                          | Reis- oder Weizenmehl, Kokosnuss, Jaggery                                                                                          | Indien                                                                                      |
|      | Momo                                           | Fleisch, Gemüse | Tibet, Nepal                                                                                |
|      | Pelmen, pl. Pelmeni                            | Hackfleisch | Russland                                                                                    |
|      | Pirogge, pl. Piroggen oder Piroggi             | Fleischpastete, Kartoffeln, Pilze, Reis, Eier, Weißkohl, Obst                                                                      | Russland, Finnland                                                                          |
|      | Pierogi                                        | Hackfleisch, Kartoffeln und Frischkäse (pierogi ruskie), Pilze und Kraut, Spinat, süße Füllung                                     | Polen                                                                                       |
|      | Raviolo, pl. Ravioli                           | Fleisch, Fisch, Frischkäse oder Gemüse                                                                                             | Italien, Argentinien („ravioles“)                                                           |
|      | Samosa                                         | Kartoffeln, Gemüse, Obst | Pakistan, Indien, Zentralasien                                                              |
|      | Schamburak                                     | Gemüse, Hackfleisch oder Thunfisch                                                                                                 | Anatolien (arabisch)                                                                        |
|      | Schlickkrapfen, Schlipfkrapfen, Schlutzkrapfen | Fleisch, Gemüse, Süßes | Kärnten, Osttirol (Österreich), Südtirol (Italien)                                          |
|      | Siopao                                         | Fleisch, Gemüse, Süßes | Philippinen                                                                                 |
|      | Songpyeon                                      | Klebreis, Sesam, Bohnen, Kastanien, Eicheln, Kürbis, verschiedenen Körnern, Venusmuscheln und Honig                                | Korea                                                                                       |
|      | Tortellino, pl. Tortellini                     | Gemüse, Fleisch, Parmesankäse | Italien                                                                                     |
|      | Tortellone, pl. Tortelloni                     | Ricotta und Blattgemüse, etwa Spinat                                                                                               | Italien                                                                                     |
|      | Tscheburek, pl. Tschebureki                    | Fleisch, Käse, Kartoffeln | Russland                                                                                    |
|      | Uszka                                          | Sauerkraut und Pilze oder Fleisch                                                                                                  | Polen                                                                                       |
|      | Xiaolongbao                                    | Fleisch und Brühe | China                                                                                       |
|      | Wan Tan                                        | Schweinefleisch | China                                                                                       |
|      | Warenyk, pl. Warenyky                          | Quark, Obst, Beeren, Kartoffeln, Fleisch, Pilze                                                                                    | Ukraine, Russland                                                                           |